# Альбом Тараса Шевченка 1845 року

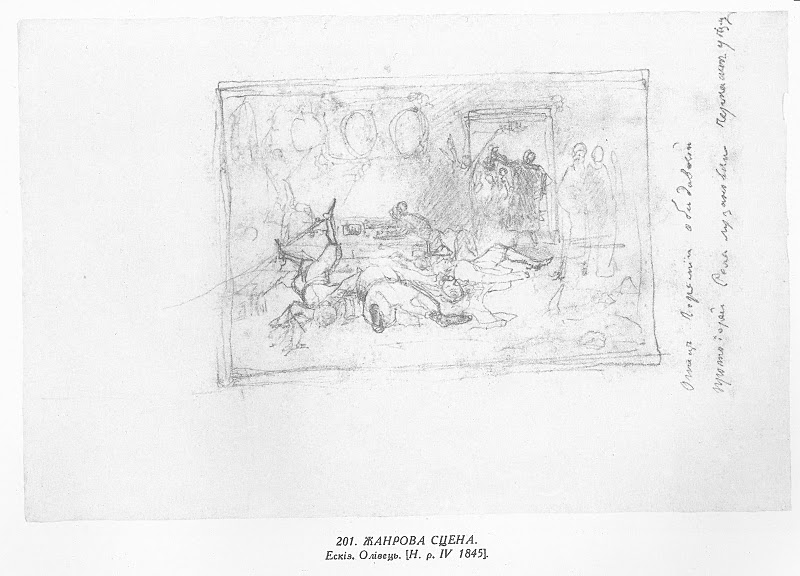
Жанрова сцена. 2-га сторінка обкладинки альбому

Альбом Тараса Шевченка 1845 року — рисунки олівцем, акварелі та сепії, виконані Тарасом Шевченком під час подорожі на Полтавщину та в суміжних місцях Київщини в квітні—жовтні 1845 року. В цьому альбомі Шевченко зарисував пам'ятки старовини та мистецтва (головним чином архітектури), приділяючи разом з цим велику увагу зображенню сільського побуту, окремих типів, жанрових сцен та природи. В літературі альбом невірно датується 1843–1845 роками на підставі помилково датованого малюнка «В Густині».
Альбом складається з 20-ти пронумерованих аркушів, розміром 17,5 × 26,9 кожен і містить 35 малюнків. Між першим і третім аркушами є залишки аркуша, вирваного до нумерації альбому; місцезнаходження його не встановлено, і чи був він з рисунком — невідомо. Лицьові сторони аркушів 16, 17, 18, 20 та звороти аркушів 2, 4, 6 і 7 чисті. Малюнки, починаючи із звороту аркушу 15, у порівнянні до попередніх, дано обернено.
Оправа жовторудуватого кольору, корінець та кути — шкіряні. Розмір оправи 18 × 27,5. На лицьовій стороні оправи дві паперові наклейки: зліва вгорі наклейка з позначенням: «Ч. Г. З. Музей украин. древн. В. В. Тарновского, № 144 ПІ», справа внизу — з витисненим гербом роду Тарновських та написом «№ 2».
Зберігається в Інституті літератури імені Тараса Шевченка. Попередні місця збереження: власність В. В. Тарновського, Музей української старовини В. В. Тарновського в Чернігові, Чернігівський обласний історичний музей.
| Картина | Назва                                | Техніка           | Розміри (см) | Дата               | Примітки |
| ------- | ------------------------------------ | ----------------- | ------------ | ------------------ | -------- |
|         | Жанрова сцена. Ескіз.                | Папір, олівець    | 17,5 × 26,9  | IV 1845            | [ 1 ]    |
|         | Жанрова сцена. Ескіз та начерки.     | Папір, олівець    | 17,5 × 26,9  | IV — IX 1845       | [ 2 ]    |
|         | Селянин. Начерк                      | Папір, олівець    | 17,5 × 26,9  | IV 1845            | [ 3 ]    |
|         | В Густині. Церква Петра і Павла.     | Папір, акварель   | 17,5 × 26,9  | IV — 20.VII 1845   | [ 4 ]    |
|         | Брама в Густині. Церква св. Ніколая. | Папір, акварель   | 17,5 × 26,9  | IV — 20.VII 1845   | [ 5 ]    |
|         | Селянське подвір'я. Начерк.          | Папір, олівець    | 17,5 × 26,9  | IV 1845            | [ 6 ]    |
|         | Михайлівська церква в Переяславі.    | Папір, акварель   | 17,5 × 26,9  | VIII — IX 1845     | [ 7 ]    |
|         | Вознесенський собор в Переяславі.    | Папір, акварель   | 17,5 × 26,9  | VIII — IX 1845     | [ 8 ]    |
|         | Косар. Начерк.                       | Папір, сепія, туш | 17,5 × 26,9  | V — X 1845         | [ 9 ]    |
|         | Церква Покрови в Переяславі.         | Папір, акварель   | 17,5 × 26,9  | VIII — IX 1845     | [ 10 ]   |
|         | Андруші.                             | Папір, сепія      | 17,5 × 26,9  | VIII — X 1845      | [ 11 ]   |
|         | Андруші.                             | Папір, сепія      | 17,5 × 26,9  | VIII — X 1845      | [ 12 ]   |
|         | Било.                                | Папір, олівець    | 17,5 × 26,9  | IV 1845            | [ 13 ]   |
|         | Комора в Потоках.                    | Папір, акварель   | 17,5 × 26,9  | Кінець серпня 1845 | [ 14 ]   |
|         | Кам'яні хрести в Суботові.           | Папір, сепія      | 17,5 × 26,9  | IV — X 1845        | [ 15 ]   |
|         | Сільське кладовище.                  | Папір, акварель   | 17,5 × 26,9  | IV 1845            | [ 16 ]   |
|         | Портрет невідомого. Начерк.          | Папір, олівець    | 17,5 × 26,9  | IV 1845            | [ 17 ]   |
|         | Мотрин монастир.                     | Папір, акварель   | 17,5 × 26,9  | IV — X 1845        | [ 18 ]   |
|         | Чигринський дівочий монастир.        | Папір, сепія      | 17,5 × 26,9  | IV — X 1845        | [ 19 ]   |
|         | Капличка.                            | Папір, сепія      | 17,5 × 26,9  | IV 1845            | [ 20 ]   |
|         | Богданові руїни в Суботові           | Папір, акварель   | 17,5 × 26,9  | IV — X 1845        | [ 21 ]   |
|         | Богданова церква у Суботові.         | Папір, акварель   | 17,5 × 26,9  | IV — X 1845        | [ 22 ]   |
|         | Три постаті. Начерки.                | Папір, олівець    | 17,5 × 26,9  | IV 1845            | [ 23 ]   |
|         | Чигрин з Суботівського шляху.        | Папір, акварель   | 17,5 × 26,9  | IV — X 1845        | [ 24 ]   |
|         | Повідь.                              | Папір, акварель   | 17,5 × 26,9  | IV 1845            | [ 25 ]   |
|         | Людська постать. Начерк.             | Папір, олівець    | 17,5 × 26,9  | IV 1845            | [ 26 ]   |
|         | У В'юнищі.                           | Папір, сепія      | 17,5 × 26,9  | VIII — X 1845      | [ 27 ]   |
|         | В Густині. Трапезна церква.          | Папір, акварель   | 17,5 × 26,9  | IV — 20.VII 1845   | [ 28 ]   |
|         | Селянське подвір'я. Начерк.          | Папір, олівець    | 17,5 × 26,9  | IV 1845            | [ 29 ]   |
|         | На околиці.                          | Папір, акварель   | 17,5 × 26,9  | Літо 1845          | [ 30 ]   |
|         | Кашовари. Начерк.                    | Папір, олівець    | 17,5 × 26,9  | 1845               | [ 31 ]   |
|         | У Василівці.                         | Папір, акварель   | 17,5 × 26,9  | X 1845             | [ 32 ]   |
|         | Селяни. Постаті. Начерки.            | Папір, олівець    | 17,5 × 26,9  | IV 1845            | [ 33 ]   |
|         | Кобзар та інші начерки.              | Папір, олівець    | 17,5 × 26,9  | IV 1845            | [ 34 ]   |